# Leopoldo Brenes
Leopoldo José Brenes Solórzano (ur. 7 marca 1949 w Ticuantepe) – nikaraguański duchowny katolicki, arcybiskup Managui od 2005, kardynał.

## Życiorys

### Prezbiterat
Święcenia kapłańskie otrzymał 16 sierpnia 1974 z rąk Miguela Obando Bravo. Pracował duszpastersko na terenie archidiecezji Managua, był także wikariuszem biskupim ds. duszpasterskich oraz ds. powołań i posług kościelnych.

### Episkopat
13 lutego 1988 został mianowany biskupem pomocniczym archidiecezji Managua, ze stolicą tytularną Maturba. Sakry biskupiej udzielił mu kardynał Miguel Obando Bravo.
2 listopada 1991 został mianowany biskupem ordynariuszem diecezji Matagalpa.
1 kwietnia 2005 papież Jan Paweł II mianował go arcybiskupem metropolitą stołecznej archidiecezji Managui. Ingres odbył się 21 maja 2005.
W latach 2005–2011 oraz 2014-2017 był przewodniczącym Konferencji Episkopatu Nikaragui, zaś w latach 2011-2012 piastował ten sam urząd w Sekretariacie Episkopatów Ameryki Środkowej.
22 lutego 2014 papież Franciszek mianował go kardynałem.
15 maja 2019 został wybrany na czteroletnią kadencje II wiceprzewodniczącego CELAM. Brał udział w konklawe 2025, które wybrało papieża Leona XIV.